# بونتوس هولمبرغ
بونتوس هولمبرغ (بالسويدية: Pontus Holmberg)‏ هو لاعب هوكي الجليد سويدي، ولد في 9 مارس 1999 في فيستيروس في السويد.

## وصلات خارجية
- بونتوس هولمبرغ على موقع دوري الهوكي الوطني (الإنجليزية)
- بونتوس هولمبرغ على موقع EliteProspects.com (الإنجليزية)
- بونتوس هولمبرغ على موقع Eurohockey.com (الإنجليزية)
- بونتوس هولمبرغ على موقع HockeyDB.com (الإنجليزية)
- بونتوس هولمبرغ على موقع Hockey-Reference.com (الإنجليزية)
- بونتوس هولمبرغ على موقع أوليمبيديا (الإنجليزية)
- بونتوس هولمبرغ على موقع اللجنة الأولمبية السويدية (السويدية)